# Mario Stagni
 (juin 2025).
Mario Stagni est un pilote de rallye italien. Il est né le 29 Juin 1956 à Sondrio en Italie.

## Biographie
Mario Stagni débute en rallye en 1980 lors du 3ème Rally Costa Smeralda - Trofeo A112 Abarth où il termine 3ème du Trophée A112 Abarth. Il effectue son dernier rallye durant l'année 2015, le 59ème Rally Coppa Valtellina.
Il a 91 départs à son actif (dont 7 démonstrations chronométrées), dont il remporte 8 rallyes (dont 1 démonstration chronométrée) et 2 titres majeurs: le championnat d'Italie des rallyes sur terre 1992 et le championnat d'Italie des rallyes Groupes N 1999.

## Palmarès

### Rallyes remportés
| Année | Rallye                        |
| ----- | ----------------------------- |
| 1991  | Rally Coppa Valtellina        |
| 1992  | Rally Impruneta               |
| 1993  | Rally Coppa Valtellina        |
| 1994  | Rally Coppa Valtellina        |
| 1995  | Rally Coppa Valtellina        |
| 1996  | Rally Coppa Valtellina        |
| 2002  | Rally Coppa Valtellina        |
| 2009  | Monza Master Show - Classe N4 |

### Titres remportés
| Année | Titre                                   | Titre                                   | Titre                                   |
| ----- | --------------------------------------- | --------------------------------------- | --------------------------------------- |
| 1992  | champion d'Italie des rallyes sur terre | champion d'Italie des rallyes sur terre | champion d'Italie des rallyes sur terre |
| 1999  | champion d'Italie des rallyes Groupes N | champion d'Italie des rallyes Groupes N | champion d'Italie des rallyes Groupes N |